# 8986 Kineyayasuyo
8986 Kineyayasuyo (1978 VN2) là một tiểu hành tinh vành đai chính được phát hiện ngày 1 tháng 11 năm 1978 bởi K. Tomita ở Caussols.